# کمیسر ماما
کمیسر ماما (لهستانی: Komisarz Mama) یک مجموعهٔ تلویزیونی جنایی-درام لهستانی است که در سال ۲۰۲۱ منتشر شد. این مجموعه بر اساس یک سریال تلویزیونی فرانسوی به نام کاندیس رنوآر ساخته شد که چند سال قبل از شبکهٔ فرانسه ۲ پخش شده بود.

## خلاصه داستان
ماریا ماتِیکو (با بازیِ پائولینا خروشچل) پس از ده سال وقفه در کارش که به‌دنبال زایمان و بزرگ کردن چهار فرزند خود پیش آمد، تصمیم می‌گیرد دوباره به کار سابقش به عنوان کارآگاه پلیس بازگردد. او پس از بازگشت به اداره پلیس، متوجه می‌شود که واقعیت حرفه‌ای کارش بسیار تغییر کرده و کاملاً متفاوت از یک دهه پیش است. هر اپیزود این سریال یک داستان مجزا با مضمونی جنایی دارد.

## گزیدهٔ بازیگران
- پائولینا خروشچل
- آنا ماتیشاک
- هانا اشلشینسکا
- آنا موخا
- یاکوب وسووفسکی
- کامیلا کامینسکا
- آنا درشوفسکا
- کریستین ویچورک
- وویچیخ ژیلینسکی
- اوا کاسپژیک
- مارچین بوساک
- کلاودیا هالیچو
- کاتاژینا والتر
- یاتسک کناپ
- آنتا تودورچوک-پرخوچ
- میکووای کراوچیک
- ایلونا اوستروفسکا
- رافائو شیشیتسکی